# DearS
DearS är en japansk romantisk komedimanga skriven och illustrerad av Banri Sendo och Shibuko Ebara under deras pseudonym Peach-Pit. Serien publicerades i tidningen Dengeki Comic Gao! från mars 2002 till 17 december 2005, och gavs senare ut som en egen Tankōbon-bokserie i tio volymer.
Mangan licensierades och översattes till engelska av Tokyopop. Mangan blev också en 13 avsnitt lång animeserie producerad av MSJ, och ett spel till PlayStation 2 producerat av MediaWorks.

## Handling
Exakt ett år före början av Dears, fick mänskligheten en aldrig tidigare skådad kontakt med utomjordiskt liv. Ett UFO får problem och tvingas nödlanda i Japan, ombord finns 150 utomjordingar med människoutseende, som assimileras till den japanska livsstilen och blir kallade "DearS", ett  teleskopord för "Dear friends".
Takeya Ikuhara är en temperamentsfull, sjuttonårig japansk kille som går på den fiktiva Koharu-skolan och har kraftiga fördomar mot DearS. På grund av att Neneko Izumis (hans kvinnliga barndomsvän) har skrämt honom med science fiction-filmer, så tror han att utomjordingarna är falska, värdelösa varelser.
På väg hem från skolan upptäcker han en hemlös Dears-tjej som han, efter att hon svimmat och till hans stora förtret, ger ett hem i sin egen lägenhet. Flickan, som han ger smeknamnet Ren, är barnslig och vänlig, och blir snart beroende av Takeya, ett ansvar han försöker distansera sig från. Hennes omedvetna envishet gör att hon blir kvar, och med tiden inser Takeya den äkta omsorg och uppskattning som Ren har för honom, och han mjuknar och börjar tycka om henne.
DearS-högkvarteret bedömer att Ren är defekt, och därför ger de dessvärre order om att hon ska arresteras.